# 라뒤레

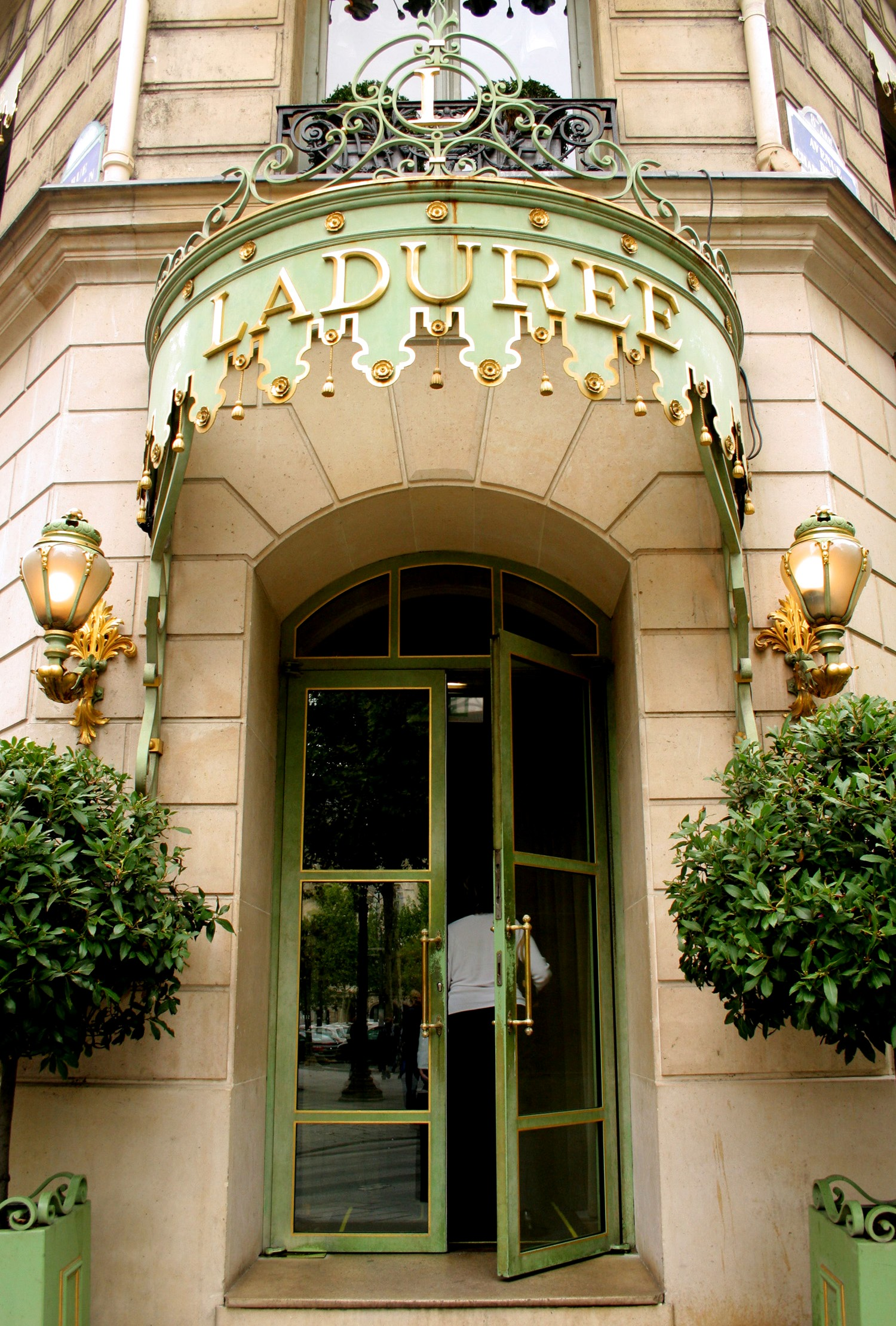
라뒤레

라뒤레(La duree)는 프랑스의 파티스리이다. 마카롱이 유명하며, 세력을 넓혀 파리 상류층들이 주로 다니는 살롱 드 떼(Salon de the)를 겸업하고 있다. 시초는 1862년 루이 에른스트 라뒤레가 라뒤레를 창업하고 나서인데, 초창기 라뒤레는 가운데 크림이 없는 달콤한 시폰형식의 빵을 팔고 있었으나, 그 후 그의 상업을 이어받은 피에르 드퐁텐이 두 머랭조각 사이에 크림을 넣는법을 고안했고, 이것이 지금까지 이어오는 마카롱이다. 이후 마카롱이 선풍적인 인기를 끌면서, 라뒤레 역시 성공했다.

## 매장
뉴욕, 두바이 등 전 세계 주요도시에 지점을 두고 있다. 
한국에는 2012년 12월 7일 진출했다. 그러나 인테리어는 물론이고 모든 식재료를 프랑스에서 공수해오다 보니 수지를 맞추기 힘들었다는 이유로 2017년 11월을 끝으로 한국에서 사업을 철수했다.